# 若山友海
若山 友海（わかやま ともみ、1986年11月24日 - ）は日本のタレント。千葉県出身。元エーライツ所属。O型。趣味は映画鑑賞、ドライブ、散歩。特技はスノーボード、ダーツ、ビリヤード。

## 出演作品

### CM
カタログ
- WELLA2007ヘアカタログ（2007年）

Web
- HONDA（2007年）

店頭広告
- 資生堂「UNO」

### PV
- 島谷ひとみ「あなたといた時」

### 雑誌
- BiDaN
- Samurai ELO
- キラリ